# Tangale (langue)
Le tangale est une langue tchadique occidentale parlée au Nigeria.

## Prononciation
|             | Antérieure | Antérieure | Centrale | Centrale  | Postérieure | Postérieure |
| ----------- | ---------- | ---------- | -------- | --------- | ----------- | ----------- |
| Fermée      | i ‹ i ›    | iː ‹ ii ›  |          |           | u ‹ u ›     | uː ‹ uu ›   |
| Pré-fermée  | ɪ ‹ ị ›    | ɪː ‹ ịị ›  |          |           | ʊ ‹ ụ ›     | ʊː ‹ ụụ ›   |
| Moyenne     | e ‹ e ›    | eː ‹ ee ›  |          |           | o ‹ o ›     | oː ‹ oo ›   |
| Pré-ouverte | ɛ ‹ ẹ ›    | ɛː ‹ ẹẹ ›  |          |           | ɔ ‹ ọ ›     | ɔː ‹ ọọ ›   |
| Ouverte     |            |            | a ‹ a ›  | aː ‹ aa › |             |             |

|                        | Bilabiales | Alvéolaires         | Palatales | Vélaires            | Laryngales |
| ---------------------- | ---------- | ------------------- | --------- | ------------------- | ---------- |
| Plosives               | p b        | t d                 |           | k ɡ                 | ʔ ‹ ’ ›    |
| Plosives prénasalisées | ᵐb ‹ mb ›  | ⁿd ‹ nd ›           | ⁿʒ ‹ nj › | ⁿɡ ‹ ng ›           |            |
| Plosives labialisées   | bʷ ‹ bw ›  | tʷ dʷ ‹ tw › ‹ dw › |           | kʷ ɡʷ ‹ kw › ‹ gw › |            |
| Injectives             |            |                     |           |                     |            |
| Affriquées             |            |                     | dʒ ‹ j ›  |                     |            |
| Fricatives             |            | s z                 | ʃ ‹ sh ›  |                     | h          |
| Fricatives labialisées |            | sʷ ‹ sw ›           |           |                     |            |
| Nasales                | m          | n                   | ɲ ‹ ny ›  | ŋ ‹ ṇ ›             |            |
| Nasales labialisées    |            |                     |           | ŋʷ ‹ ṇw ›           |            |
| Spirantes latérales    |            | l                   |           |                     |            |
| Roulées                |            | r                   |           |                     |            |
| Roulées labialisées    |            | rʷ ‹ rw ›           |           |                     |            |
| Spirantes              | w          |                     | j ‹ y ›   |                     |            |